# Slatinský potok (přítok Botiče)
Slatinský potok je potok v Praze v České republice, pravý přítok Botiče. Délka toku činí 4 km. Plocha povodí je 4,322 km².

## Průběh toku

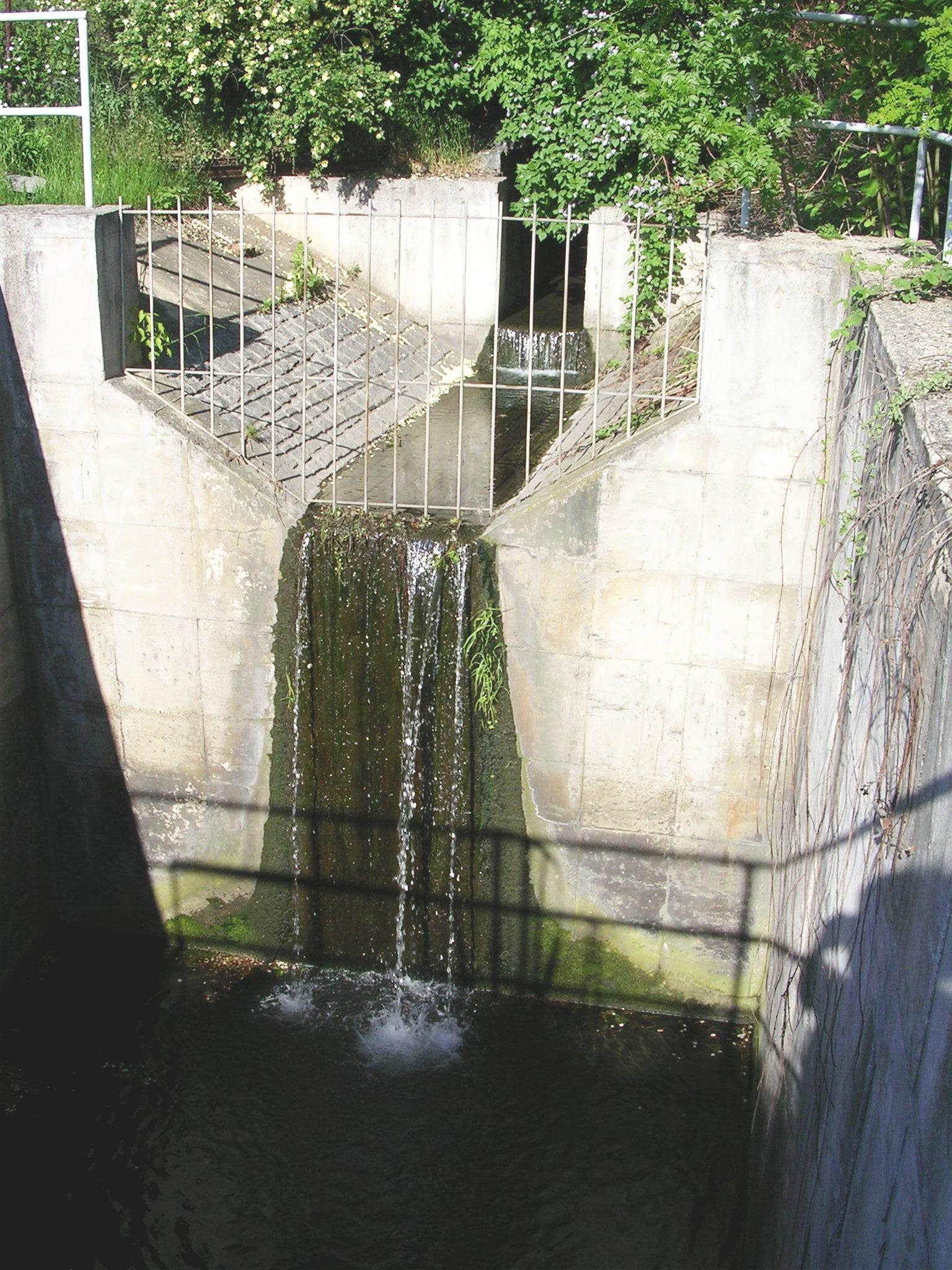
Konec volného toku na kraji kolonie Na Slatinách. Zbývající úsek podél odstavného nádraží Praha-jih je potok zatrubněný.

Potok pramení v lesíku s pomístním názvem Za vodárnou v Hostivaři v Praze 15. Vzhledem k tomu, že u Rabakovské ulice je sveden do kanalizace, je jeho horní tok po většinu roku vyschlý. Objevuje se v místě zvaném Triangl, kde na něm byl rekultivován mokřad s tůní Jezírko. Podtéká železniční spojku Hostivař–Malešice a trať Praha – České Budějovice a mizí pod povrchem v kanalizaci. Kanalizací teče zhruba po hranici Strašnic a Záběhlic v pásu mezi Jižní spojkou a strašnicko-vršovickým seřaďovacím nádražím a také pod továrnou na pneumatiky Mitas.

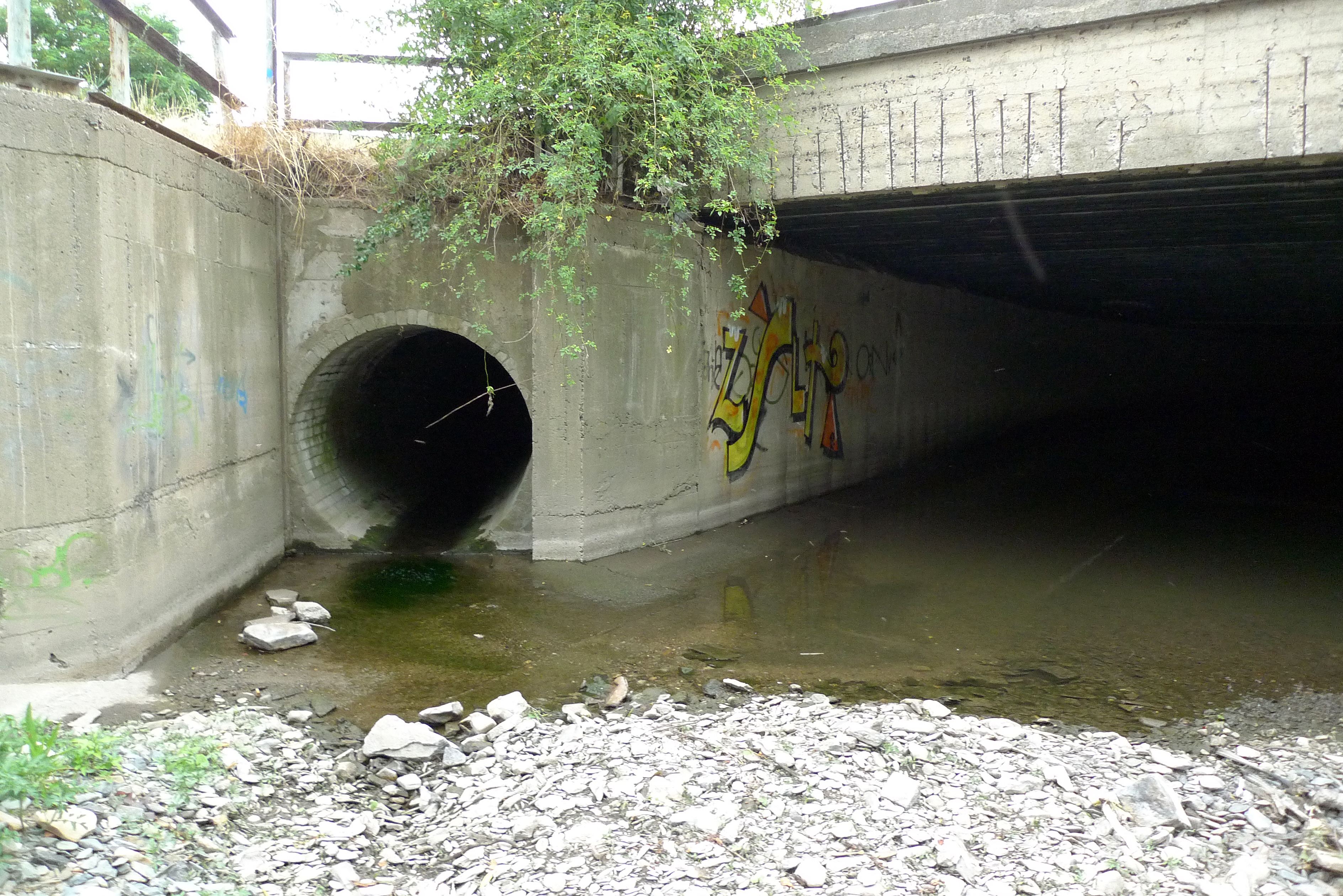
Ústí do Botiče

Opět se objevuje v oblasti bývalých dělnických kolonií Trnkov v Záběhlicích a Slatiny v Michli. Protéká přes ně a přibližně po hranici Michle a Záběhlic opět zatrubněný prochází až k ústí do Botiče.